# مخلاة (المهرة)

تعديل مصدري - تعديل

مخلاة هي إحدى قرى عزلة جاذب بمديرية حوف التابعة لمحافظة المهرة، بلغ تعداد سكانها 27 نسمة حسب تعداد اليمن لعام 2004.